# Districte de Babek
Babek (àzeri: Babək), és un districte de l'Azerbaidjan amb el centre administratiu a la ciutat de Babek.